# Eutane nivea
Eutane nivea là một loài bướm đêm thuộc phân họ Arctiinae, họ Erebidae.